# Wasseramt
Wasseramt is een district in het kanton Solothurn. Het district heeft een oppervlakte van 76,62 km² en heeft 47.798 inwoners (eind 2004).
Tot het gebied Wasseramt behoren de volgende gemeenten:
| Gemeentenaam           | Inwoners (31/12/2004) | Oppervlakte (km²) |
| ---------------------- | --------------------- | ----------------- |
| Aeschi                 | 1050                  | 3,79              |
| Biberist               | 7801                  | 12,24             |
| Bolken                 | 518                   | 2,13              |
| Deitingen              | 2101                  | 7,63              |
| Derendingen            | 6010                  | 5,62              |
| Etziken                | 780                   | 3,38              |
| Gerlafingen            | 4858                  | 1,91              |
| Halten                 | 855                   | 1,85              |
| Heinrichswil-Winistorf | 562                   | 3,10              |
| Hersiwil               | 161                   | 1,41              |
| Horriwil               | 827                   | 2,60              |
| Hüniken                | 87                    | 1,01              |
| Kriegstetten           | 1145                  | 1,13              |
| Lohn-Ammannsegg        | 2506                  | 4,46              |
| Luterbach              | 3239                  | 4,54              |
| Obergerlafingen        | 1119                  | 1,52              |
| Oekingen               | 692                   | 2,45              |
| Recherswil             | 1635                  | 3,33              |
| Steinhof               | 150                   | 1,63              |
| Subingen               | 2797                  | 6,22              |
| Zuchwil                | 8905                  | 4,67              |

Bucheggberg · Dorneck · Gäu · Gösgen · Lebern · Olten · Solothurn · Thal · Thierstein · Wasseramt